# Kendra Dacher
Kendra Dacher (8 maggio 1999) è una lottatrice francese, specializzata nella lotta libera.

## Palmarès
- Europei

Budapest 2022: bronzo nei 72 kg.